# Suchowola (rejon żytomierski)
Suchowola (ukr. Суховоля) – wieś na Ukrainie w hromadzie Horoszów, w rejonie żytomierskim obwodu żytomierskiego.
W XIX/XX wieku znajdowała się w gminie Horoszki, w powiecie żytomierskim guberni wołyńskiej Imperium Rosyjskiego.
W okresie międzywojennym miejscowość znalazła się w USRR, początkowo w rejonie wołodarskim (wołodarsko-wołyńskim), w zachodniej części ówczesnego obwodu kijowskiego. Pod władzą sowiecką mieszkańcy Suchowoli padli ofiarą klęski głodu (zmarło 15 osób). 
Do reformy administracyjnej Ukrainy w 2020 r. Suchowola była centrum miejscowej wiejskiej rady (suchowilska silska rada) w rejonie horoszowskim, a po jego likwidacji i utworzeniu hromad weszła w obręb nowego rejonu żytomierskiego. Liczba mieszkańców Suchowoli na początku 2024 r. wynosiła 278 osób.